# Норвегія на зимових Паралімпійських іграх 2006
Норвегія на зимових Паралімпійських іграх 2006 року, що проходили в італійському місті Турин, була представлена 29 спортсменами, які змагалися у 4 видах спорту (2 спортсмени у гірськолижному спорті, 14 — у следж-хокеї, 8 — у лижних перегонах та 5 — у керлінгу на візках). Норвезькі паралімпійці завоювали 5 медалей, з них 1 золоту, 1 срібну та 3 бронзових. Паралімпійська збірна Норвегії посіла 12 загальнокомандне місце.

## Медалісти
| Медаль | Призери | Вид спорту     | Дисципліна                                      |
| ------ | --- | -------------- | ----------------------------------------------- |
| Золото | К'яртан Гоген Карл Ейнар Генріксен Андреас Густвейт | Лижні перегони | змішана естафета                                |
| Срібло | Гельге Бйорнстад Ескіль Гаген Атль Гаглунд Лойд Ремі Йогансен Рогер Йогансен К'єтіль Корбу Нільсен Кнут Андре Нордстога Рольф Ейнар Педерсен Томмю Ровельстад К'єль Відар Ройне Йоган Сіквеланд Стіг Торе Свее Мортен Вернес Арне Вік | Следж-хокей    |                                                 |
| Бронза | Нільс-Ерік Ульсет | Біатлон        | 7,5 км стоячи (чоловіки)                        |
| Бронза | Нільс-Ерік Ульсет | Біатлон        | 12,5 км стоячи (чоловіки)                       |
| Бронза | Гельге Фло | Лижні перегони | 5 км, класичний стиль, з вадами зору (чоловіки) |